# Limnanthaceae
Die Limnanthaceae sind eine Pflanzenfamilie in der Ordnung der Kreuzblütlerartigen (Brassicales).

## Beschreibung

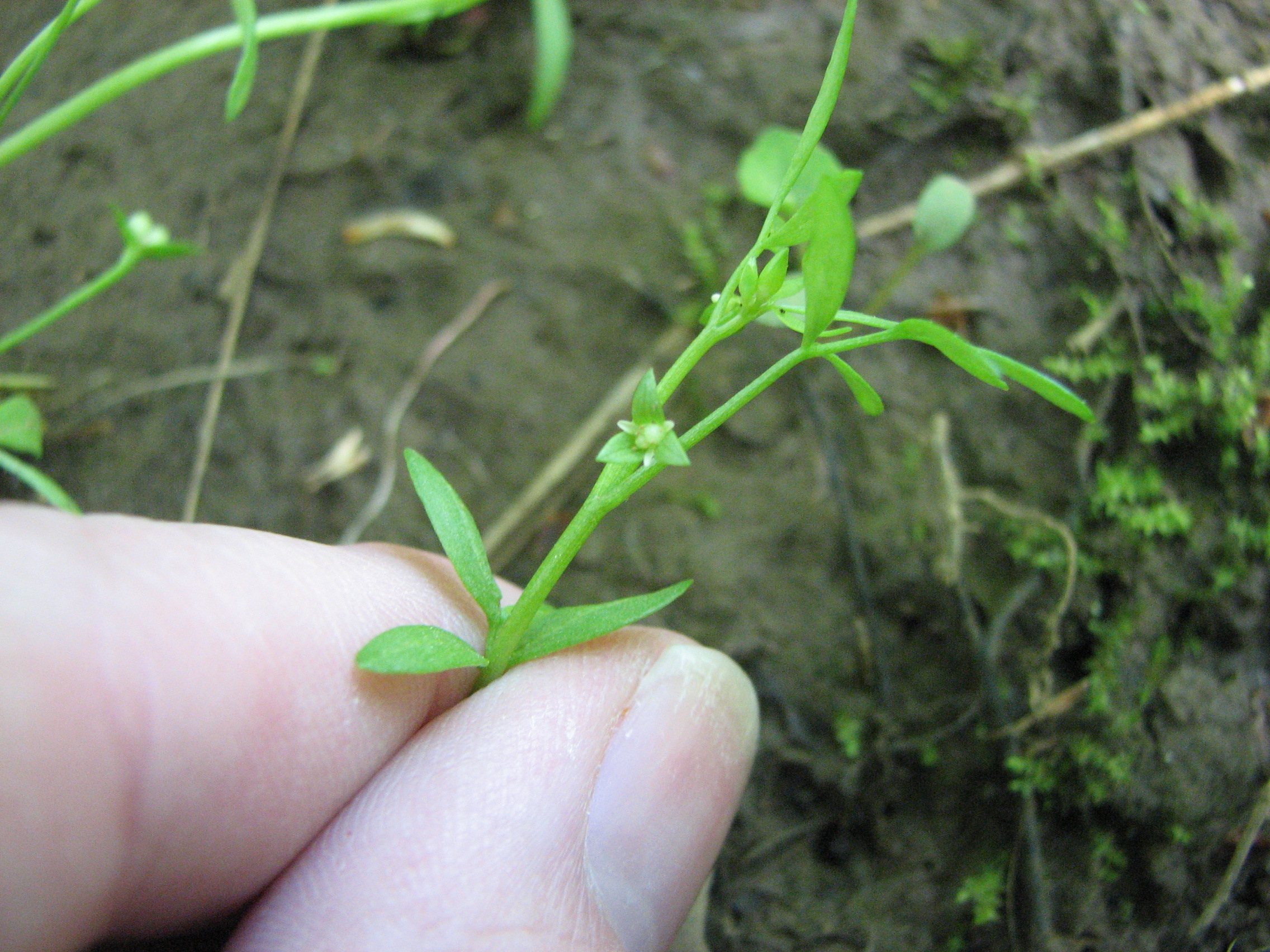
Floerkea proserpinacoides

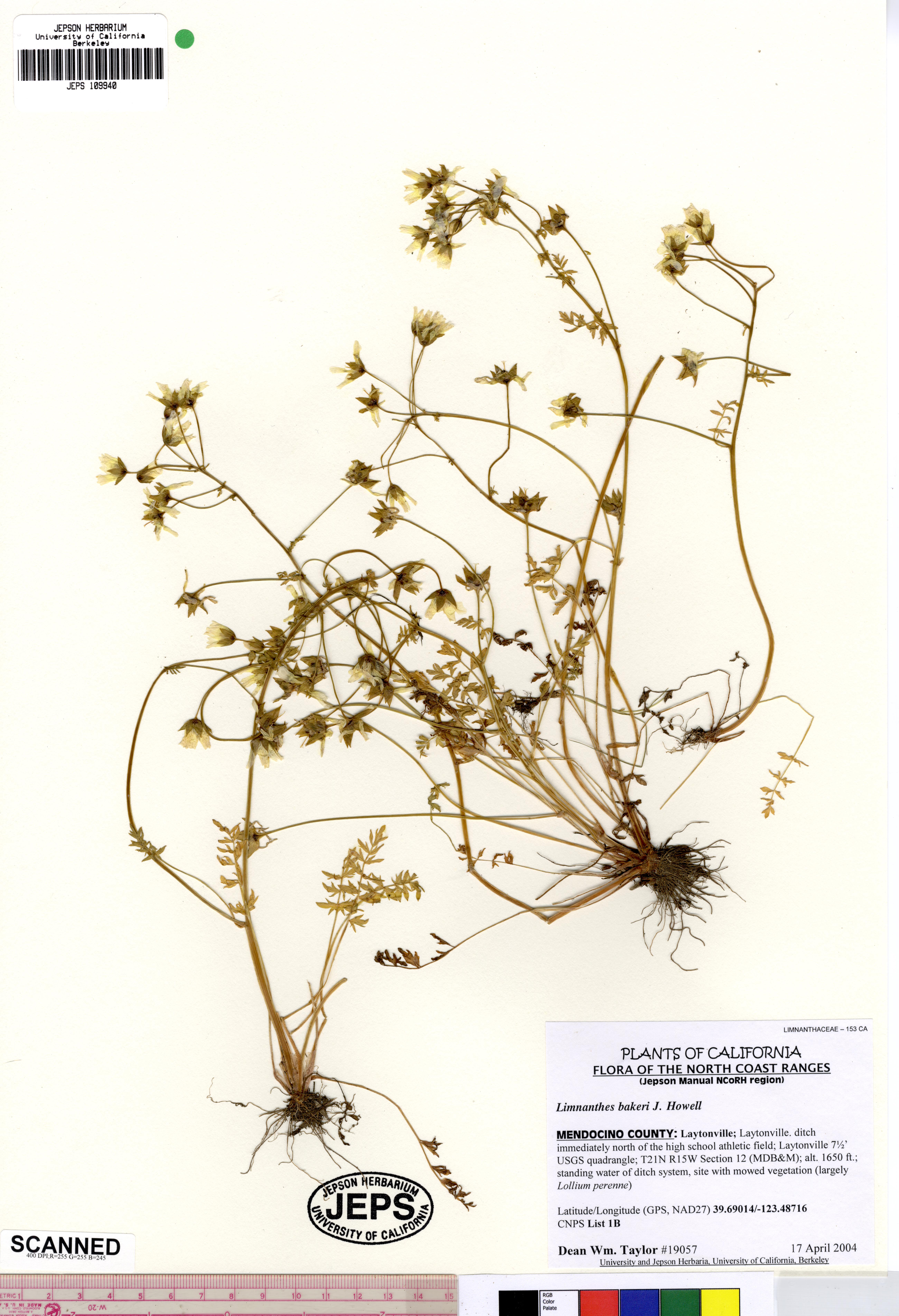
Herbarbeleg von Limnanthes bakeri

### Vegetative Merkmale
Es sind meist einjährige krautige Pflanzen.
Die wechselständigen Laubblätter sind in Blattstiel und Blattspreite gegliedert. Die einfachen oder zusammengesetzten Blattspreiten sind tiefgelappt oder gezähnt. Nebenblätter sind keine vorhanden. 

### Generative Merkmale
Die Blüten stehen an langen Blütenstielen einzeln in den Blattachseln.
Die weit geöffneten Blüten sind drei- bis fünfzählig mit doppelter Blütenhülle (Perianth). Die Kelchblätter (Sepalen) sind verwachsen, wobei die Kelchlappen deutlich länger sind als die Kelchröhre. Die Kronblätter (Petalen) sind gekrümmt. Es sind ein oder zwei Kreise mit je drei, vier oder fünf freien, fertilen Staubblättern vorhanden. Bei Floerkea sind zwei oder drei, bei Limnanthes sind selten vier, meist fünf oberständige bis teilweise unterständige Fruchtblätter vorhanden, sie sind meist frei oder selten zu einem Fruchtknoten verwachsen. Es sind gleich viele Griffel wie Fruchtblätter vorhanden.
Je Blüte werden gleich viele Nüsschen wie Fruchtblätter gebildet.

## Verbreitung
Sie sind beheimatet in den gemäßigten Breiten Nordamerikas.

## Systematik
In der Familie der Limnanthaceae gibt es nur eine bis zwei Gattung(en) mit acht (bis elf) Arten:
- Floerkea Willd.:  Es gibt nur eine Art:
  - Floerkea proserpinacoides Willd.: Die Blüten sind dreizählig. Sie kommt in Kanada und in den Vereinigten Staaten vor.[1]
- Limnanthes R.Br.: Es gibt etwa neun Arten. Die Blüten sind meist fünfzählig, selten vierzählig. Darunter:
  - Douglas-Sumpfblume (Limnanthes douglasii R.Br.): Sie kommt in Oregon und in Kalifornien vor.[1]

## Bilder
Douglas-Sumpfblume (Limnanthes douglasii):

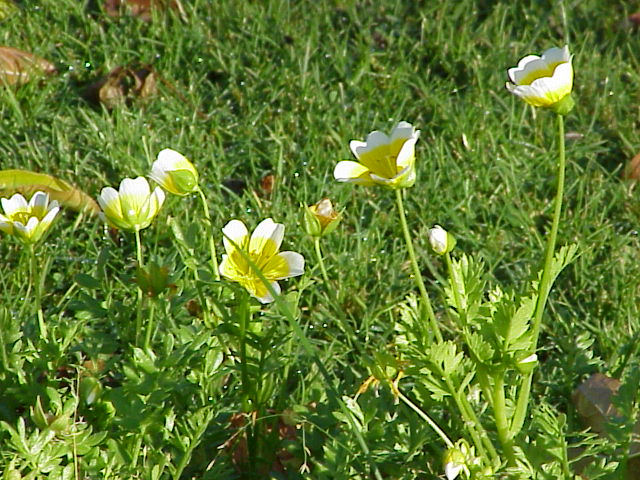
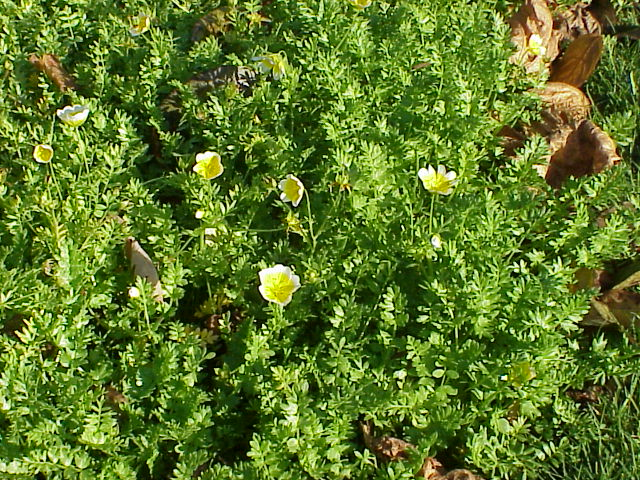

Limnanthes vinculans:

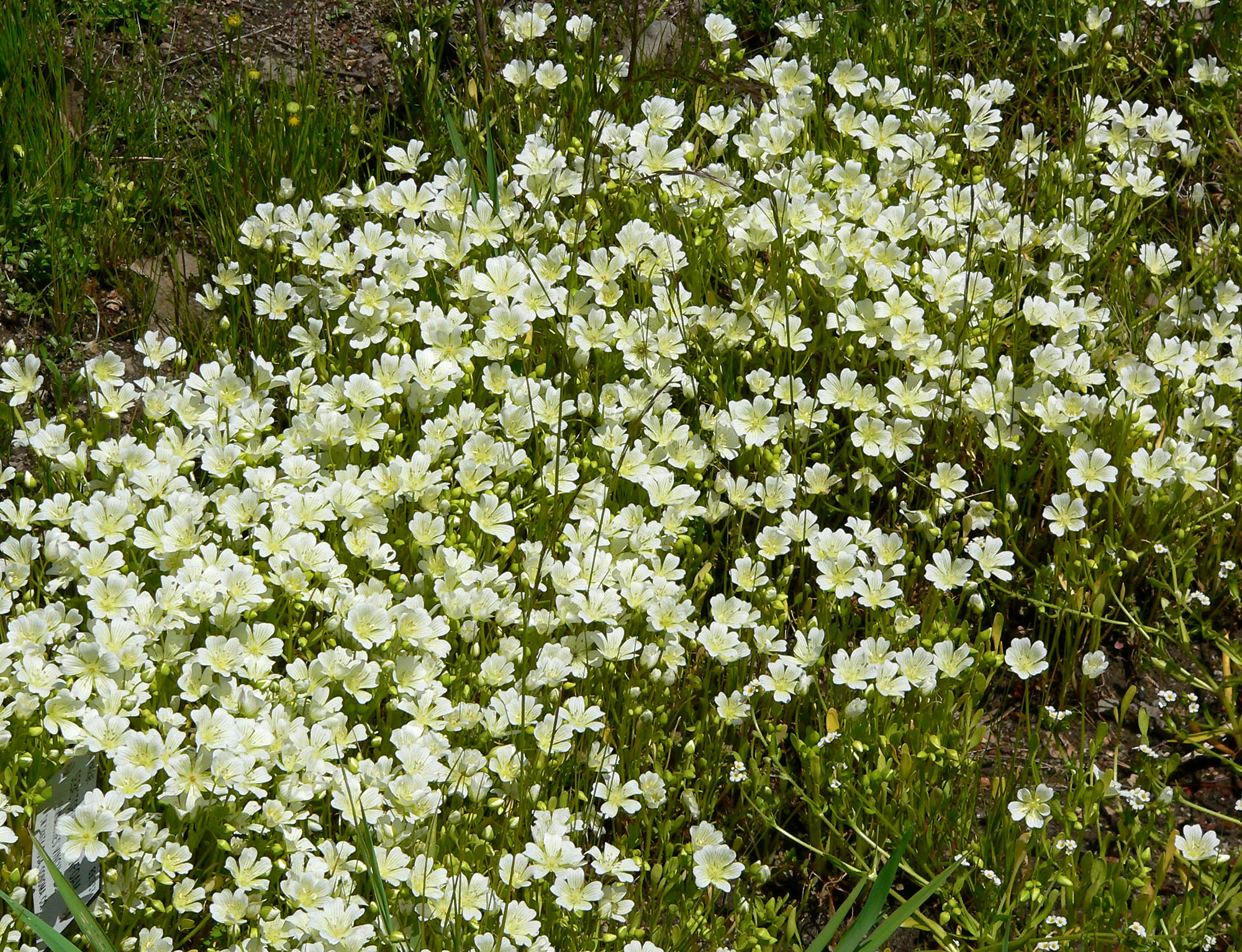
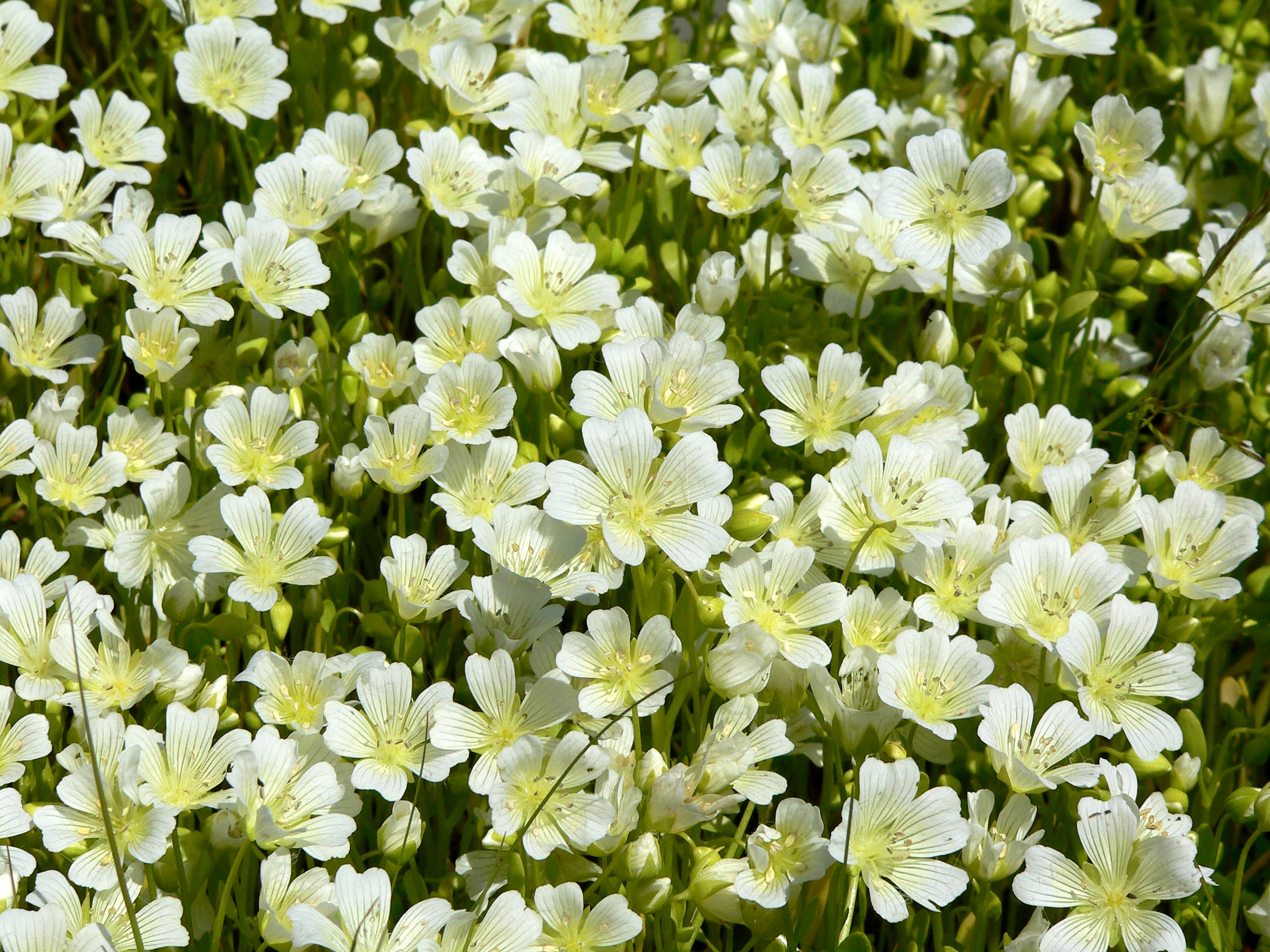
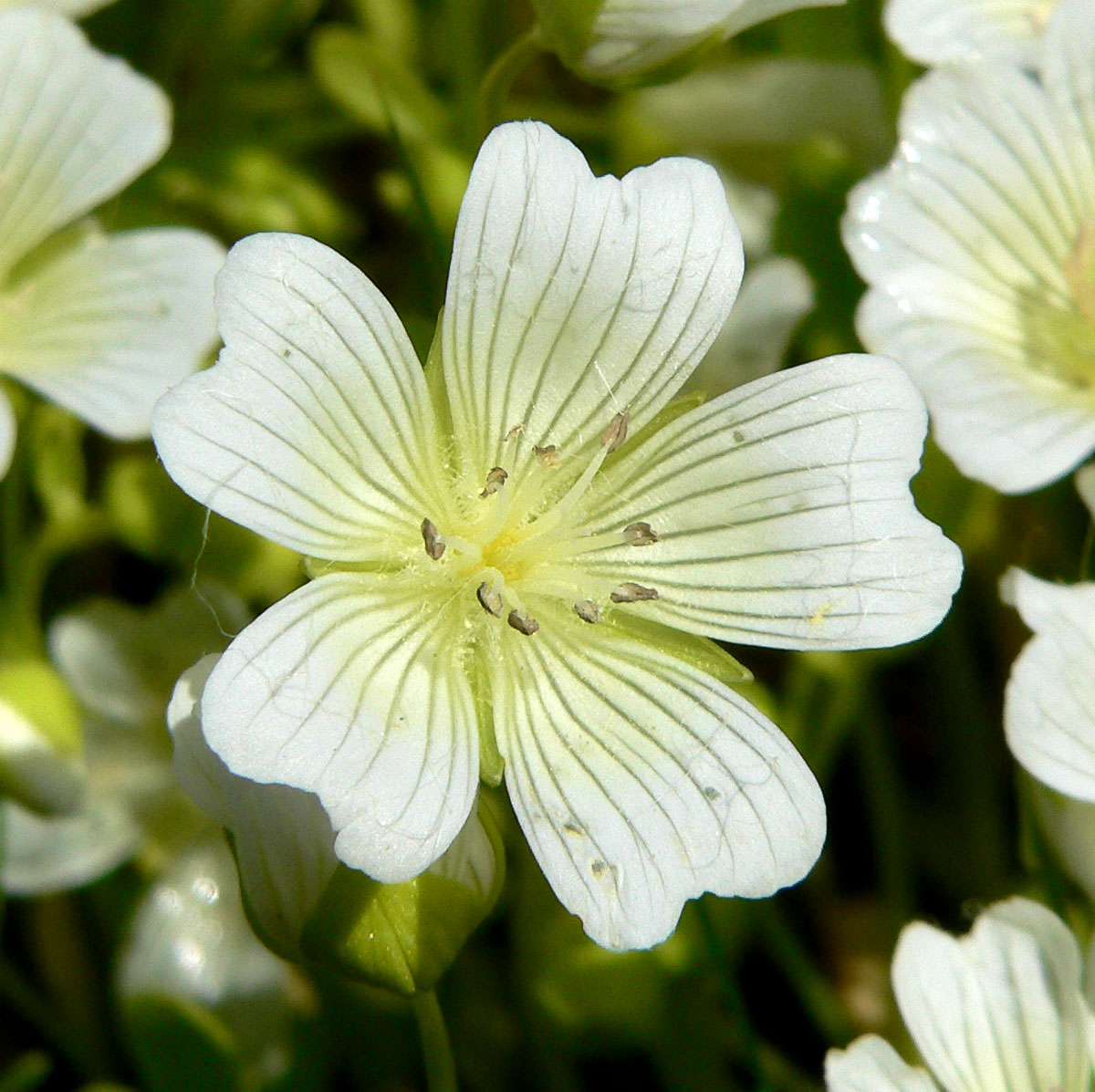
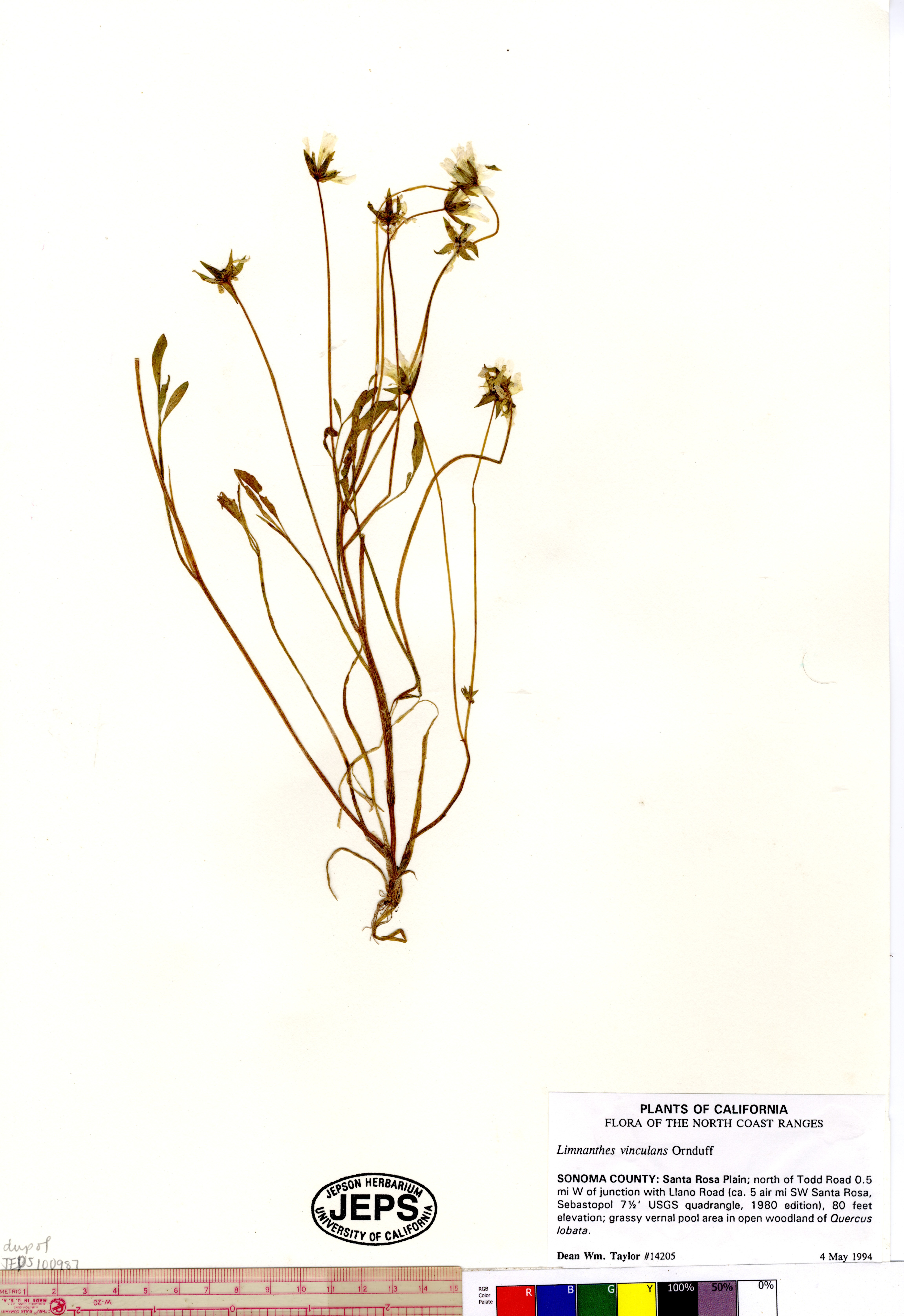
Herbarbeleg